# Tour de France 2016/12. Etappe
Die 12. Etappe der Tour de France 2016 wurde am 14. Juli 2016 ausgetragen. Sie führte über 178 Kilometer von Montpellier hinauf zur Skistation Chalet Reynard am Mont Ventoux. Es gab je eine Bergwertung der 4., 3. sowie der Hors Catégorie und einen Zwischensprint in Mollégès nach 102,5 Kilometern. Der Anstieg zum Mont Ventoux war der durchschnittlich steilste bei der 103. Frankreich-Rundfahrt.
Aufgrund von erwarteten Sturmböen von mehr als 100 km/h auf dem Mont Ventoux auf 1912 m wurde das Ziel zur Skistation Chalet Reynard auf 1435 m verlegt. Die Etappe wird dadurch von ursprünglich 186 Kilometer um 6 Kilometer verkürzt.

## Rennverlauf
Unmittelbar nach dem Start gab es die ersten Ausreißversuche. Es bildete sich eine Spitzengruppe aus 13 Fahrern: Bert-Jan Lindeman, Sep Vanmarcke (beide TLJ), Stef Clement (IAM), Serge Pauwels, Daniel Teklehaimanot (beide DDD), André Greipel, Thomas De Gendt (beide LTS), Bryan Coquard, Sylvain Chavanel (beide DEN), Iljo Keisse (EQS), Daniel Navarro, Cyril Lemoine (beide COF) und Chris Anker Sørensen (VFC). Dahinter befand sich eine Verfolgergruppe bestehend aus Diego Rosa (AST), Cyril Gautier (ALM), Tom Slagter (CDT), Georg Preidler (TGA), Vengard Breen (FVC), Paul Voß (BOA).
Die Spitzengruppe konnte schnell viel Zeit gutmachen, die Verfolger lagen zunächst etwa eine Minute dahinter, konnten das Tempo aber nicht mitgehen und fielen zurück. Nach 28 gefahrenen Kilometern lagen die 13 Führenden etwa sechs Minuten vor dem Peloton. Gegen 14:20 Uhr betrug der Abstand zwischen Führungsgruppe und Peloton über 18 Minuten, die Verfolger waren 5:50 Minuten hinter der Spitze.
Seitenwind führte erneut zum Auseinanderbrechen des Pelotons, unter anderem musste die Mannschaft Giant-Alpecin um Warren Barguil eine Lücke zufahren. Vorn im Hauptfeld machte nun Etixx-Quick Step Tempo, sodass der Vorsprung der Ausreißer erstmals wieder etwas zurückging, gleichzeitig aber die abgehängten Fahrer nicht gleich zurück nach vorn kamen. Dort befand sich auch der Deutsche Emanuel Buchmann (BOA). Schließlich gelang ihnen aber der Anschluss, als vorn die Geschwindigkeit wieder gesenkt wurde.
Am Anstieg zum Mont Ventoux fielen die ersten Fahrer aus der Spitzen- und Verfolgergruppe zurück, dazu gehörten Paul Voß und Bryan Coquard, der im Zwischensprint noch den vierten Platz hinter Greipel, Lindeman und Keisse belegt hatte. Thomas De Gendt setzte schließlich eine Attacke, der nur noch Serge Pauwels und Daniel Navarro folgen konnten.
Im Hauptfeld attackierten zunächst Jarlinson Pantano (IAM) und Alejandro Valverde (MOV), danach Valverdes Mannschaftskamerad Nairo Quintana. Die Antritte dezimierten das Favoritenfeld weiter, unter anderem fielen der Gesamtdritte Daniel Martin und Tinkoff-Kapitän Roman Kreuziger zurück.
Vier Kilometer vor dem Ziel bestand die Favoritengruppe unter anderem noch aus folgenden Fahrern: Chris Froome, Sergio Henao, Wout Poels (alle SKY), Alejandro Valverde, Nairo Quintana (beide MOV), Fabio Aru (AST), Romain Bardet (ALM), Bauke Mollema (TFS), Richie Porte, Tejay van Garderen (beide BMC), Warren Barguil (TGA) und Joaquim Rodríguez (KAT). In der Spitzengruppe, die noch rund sieben Minuten in Führung lag, attackierte Thomas De Gendt erneut, nur Serge Pauwels folgte ihm.
Es folgten weitere Angriffe: Pauwels auf De Gendt, der aber folgen konnte; Froome in der Favoritengruppe, nur Quintana und Porte blieben an seinem Hinterrad. Quintana handelte sich danach einige Meter Rückstand ein, während Fabio Aru und Bauke Mollema in Verfolgung waren. Im Kampf um den Etappensieg gelang es Daniel Navarro zunächst, wieder an die beiden in Führung liegenden Fahrer heranzukommen, letztendlich musste er beide aber wieder ziehen lassen, und De Gendt gewann die Etappe knapp vor Pauwels.
Unterdessen hatte auch Alejandro Valverde zu Nairo Quintana aufgeschlossen, beide versuchten, den Schaden in Grenzen zu halten, jedoch lagen sie rund 20 Sekunden hinter Froome und Porte, dazwischen befand sich Bauke Mollema. Ein zu dicht an der Strecke stehender Zuschauer nötigte dann etwa 1,5 Kilometer vor dem Ziel ein Kamera-Begleitmotorrad zu einer Vollbremsung. Chris Froome, Bauke Mollema und Richie Porte fuhren auf und stürzten. Der Rahmen von Froomes Rad brach. Er rannte anschließend etwa 300 Meter, wo er ein neues neutrales Fahrrad erhielt, später wechselte er noch auf ein Fahrrad seiner Mannschaft. Er wurde dabei zunächst von einigen anderen Fahrern überholt, Mollema kam als erster der Favoriten ins Ziel. Auch Richie Porte wurde behindert und kam mit Rückstand ins Ziel.
Zunächst wurde Froomes Sturz als normaler Rennunfall gewertet, sodass für kurze Zeit Adam Yates (OBE) neuer Tour-Gesamtführender war. Die Jury revidierte diese Entscheidung später und wertete das Rennen ab dem 10. Platz mit den Abständen zum Zeitpunkt des Sturzes, sodass Froome in Gelb blieb und seine Führung sogar weiter ausbaute, da Adam Yates, Daniel Martin und Nairo Quintana zu diesem Zeitpunkt hinter dem Briten lagen.
Thomas De Gendt sicherte sich mit dem ersten Platz im Anstieg der Hors Catégorie 50 Punkte in der Bergwertung, deren Führung er übernahm. In der Gesamtwertung lag Chris Froome nun 47 Sekunden vor Adam Yates und 54 Sekunden vor Nairo Quintana.

## Punktewertungen
| Zwischensprint in Pezenas nach 102,5 km auf 58 m |             |                            |         |
| 1.                                               | Belgien     | Iljo Keisse (EQS)          | 20 Pkt. |
| 2.                                               | Niederlande | Bert-Jan Lindeman (TLJ)    | 17 Pkt. |
| 3.                                               | Deutschland | André Greipel (LTS)        | 15 Pkt. |
| 4.                                               | Frankreich  | Bryan Coquard (DEN)        | 13 Pkt. |
| 5.                                               | Belgien     | Thomas De Gendt (LTS)      | 11 Pkt. |
| 6.                                               | Spanien     | Daniel Navarro (COF)       | 10 Pkt. |
| 7.                                               | Eritrea     | Daniel Teklehaimanot (DDD) | 9 Pkt.  |
| 8.                                               | Belgien     | Serge Pauwels (DDD)        | 8 Pkt.  |
| 9.                                               | Frankreich  | Cyril Lemoine (COF)        | 7 Pkt.  |
| 10.                                              | Frankreich  | Sylvain Chavanel (DEN)     | 6 Pkt.  |
| 11.                                              | Danemark    | Chris Anker Sørensen (FVC) | 5 Pkt.  |
| 12.                                              | Niederlande | Stef Clement (IAM)         | 4 Pkt.  |
| 13.                                              | Belgien     | Sep Vanmarcke (TLJ)        | 3 Pkt.  |
| 14.                                              | Frankreich  | Cyril Gautier (ALM)        | 2 Pkt.  |
| 15.                                              | Deutschland | Paul Voß (BOA)             | 1 Pkt.  |

| Etappenziel in Mont Ventoux nach 184 km auf 1912 m |                        |                            |         |
| 1.                                                 | Belgien                | Thomas De Gendt (LTS)      | 30 Pkt. |
| 2.                                                 | Belgien                | Serge Pauwels (DDD)        | 25 Pkt. |
| 3.                                                 | Spanien                | Daniel Navarro (COF)       | 22 Pkt. |
| 4.                                                 | Niederlande            | Stef Clement (IAM)         | 19 Pkt. |
| 5.                                                 | Frankreich             | Sylvain Chavanel (DEN)     | 17 Pkt. |
| 6.                                                 | Niederlande            | Bert-Jan Lindeman (TLJ)    | 15 Pkt. |
| 7.                                                 | Eritrea                | Daniel Teklehaimanot (DDD) | 13 Pkt. |
| 8.                                                 | Belgien                | Sep Vanmarcke (TLJ)        | 11 Pkt. |
| 9.                                                 | Danemark               | Chris Anker Sørensen (VFC) | 9 Pkt.  |
| 10.                                                | Niederlande            | Bauke Mollema (TFS)        | 7 Pkt.  |
| 11.                                                | Vereinigtes Konigreich | Adam Yates (OBE)           | 6 Pkt.  |
| 12.                                                | Italien                | Fabio Aru (AST)            | 5 Pkt.  |
| 13.                                                | Sudafrika              | Louis Meintjes (LAM)       | 4 Pkt.  |
| 14.                                                | Spanien                | Romain Bardet (ALM)        | 3 Pkt.  |
| 15.                                                | Spanien                | Joaquim Rodríguez (KAT)    | 2 Pkt.  |

## Bergwertungen
| Côte de Gordes Kategorie 4 nach 131,5 km auf 449 m 3,3 km bei 4,8 % |         |                       |        |
| 1.                                                                  | Belgien | Thomas De Gendt (LTS) | 1 Pkt. |

| Col des Trois Termes Kategorie 3 nach 135,5 km auf 577 m 2,5 km bei 7,5 % |             |                       |        |
| 1.                                                                        | Belgien     | Thomas De Gendt (LTS) | 2 Pkt. |
| 2.                                                                        | Niederlande | Stef Clement (IAM)    | 1 Pkt. |

| Chalet Reynard Kategorie HC nach 178 km auf 1435 m 9,7 km bei 8,8 % |             |                            |         |
| 1.                                                                  | Belgien     | Thomas De Gendt (LTS)      | 50 Pkt. |
| 2.                                                                  | Belgien     | Serge Pauwels (DDD)        | 40 Pkt. |
| 3.                                                                  | Spanien     | Daniel Navarro (COF)       | 32 Pkt. |
| 4.                                                                  | Niederlande | Stef Clement (IAM)         | 28 Pkt. |
| 5.                                                                  | Frankreich  | Sylvain Chavanel (DEN)     | 24 Pkt. |
| 6.                                                                  | Niederlande | Bert-Jan Lindeman (TLJ)    | 20 Pkt. |
| 7.                                                                  | Eritrea     | Daniel Teklehaimanot (DDD) | 16 Pkt. |
| 8.                                                                  | Belgien     | Sep Vanmarcke (TLJ)        | 12 Pkt. |
| 9.                                                                  | Danemark    | Chris Anker Sørensen (FVC) | 8 Pkt.  |
| 10.                                                                 | Niederlande | Bauke Mollema (TFS)        | 4 Pkt.  |

## Aufgaben
- Jurgen Van Den Broeck (KAT): Nicht am Start aufgrund eines Sturzes in der 11. Etappe, die er aber dennoch beenden konnte. Nach dem Rennen wurde ein Bruch der rechten Schulter diagnostiziert.
- Angélo Tulik (DEN): Aufgabe während der Etappe